# Coccura comari
Coccura comari är en insektsart som först beskrevs av Kunow 1880.  Coccura comari ingår i släktet Coccura och familjen ullsköldlöss. Arten är reproducerande i Sverige. Inga underarter finns listade i Catalogue of Life.